# Trachypithecus obscurus
Semnopithèque obscur
Espèce
Statut de conservation UICN

EN : En danger
Statut CITES
Trachypithecus obscurus, le Semnopithèque obscur, est une espèce de primates de la famille des Cercopithecidae.

## Morphologie
Les adultes ont un pelage gris foncé avec une zone plus claire au niveau du ventre et des lunettes blanches autour des yeux. Ils pèsent en moyenne 7 kg, mesurent entre 42 et 61 cm et possèdent une queue mesurant de 50 à 85 cm. Ils peuvent vivre jusqu'à 15 ans en captivité.
Une adaptation unique, cependant, implique le placement de ses yeux. Le fait qu'ils soient centrés leur confère une sensibilité supérieure sur la profondeur, ce qui les aide à se déplacer facilement. Une autre adaptation concerne la position de ses doigts et ses pouces opposables. Cela permet au singe de tenir, de saisir et de se déplacer en douceur. Sa queue n'est pas faite pour s'accrocher et sert surtout de balancier.
Les jeunes eux sont orange vif, ce qui aide les membres du groupe à bien les repérer parmi les adultes foncés. Ils perdent cette couleur vers l'âge de cinq mois.

## Comportement

### Alimentation
Le Semnopithèque obscur est essentiellement herbivore, se nourrissant de jeunes feuilles, de fruits (figues, jering…) et de fleurs. Il est doté de glandes salivaires améliorées l'aidant à casser la cellulose, et d'un estomac à plusieurs poches lui permettant de digérer une grande quantité de feuilles. Il peut ingérer jusqu'à 2 kg de feuilles par jour.
La mère prémâche les feuilles pour son petit, ce qui va l'aider à obtenir les enzymes digestives nécessaires par la salive de sa mère.

### Mode de vie
C'est un animal diurne arboricole, qui passe la majorité de son temps dans les branches, où il fait sa toilette et dort. Très sociable, il vit en groupe jusqu'à une vingtaine d'individus, comprenant un mâle alpha dont le rôle est de diriger le groupe, les protéger et trouver la nourriture, et deux femelles adultes minimum. Un grand groupe de singes se divise normalement en sous-groupes qui se composent généralement d'un juvénile et d'une femelle adulte, mais ils ont tendance à rester à proximité les uns des autres. La mère a un lien très fort avec son petit. La couleur orange vif des juvéniles permet au reste de la communauté de s'assurer de leur sécurité et de leur bien-être.
Ces primates se livrent à un jeu social qui consiste à se poursuivre, à se sauter par-dessus, à se battre et à se tirer la queue. Le toilettage est le comportement de premier contact le plus important observé au sein du groupe.
Le Semnopithèque obscur montre une agressivité minimale et se concentre plutôt sur la réconciliation en cas d'agression au sein du groupe. Ces singes dociles et non agressifs présentent des étreintes ventro-ventro (ventre-ventre) lors de la réconciliation.
Cette espèce entretien une bonne relation avec le macaque crabier. Vivant dans le même habitat, leurs jeunes individus jouent ensemble et les adultes se font parfois même leur toilette mutuellement.

### Communication
Ces singes communiquent par signaux visuels, tactiles et vocaux. La communication visuelle implique la monte, les coups de langue et les sauts. La majorité de ces communications visuelles impliquent des signaux lorsque des menaces sont observées mais aussi pour montrer une domination dans ces circonstances. La monte est le principal moyen de montrer la domination. Lorsqu'un individu veut en monter un autre qui a ses quatre membres au sol, il élèvera sa croupe en l'air. Le monteur se tiendra derrière l'autre avec ou sans saisir les pieds des chevilles du destinataire.
Un autre mode est la communication tactile qui implique le toilettage social, l'étreinte, la saisie, la lutte et les coups de pied sautés. Le toilettage social, où un individu en toilette un autre, permet de renforcer les liens entre ces deux individus. L'étreinte comprend le positionnement ventro-ventro et le placement des bras l'un autour de l'autre ainsi que le pétrissage de la fourrure des individus du groupe. Ces comportements sont généralement impliqués pendant la consolation et la réconciliation. Une autre communication tactile pour l'expression de l'agressivité consiste à sauter des coups de pied, à s'agripper, à lutter, à se tirer et à s'agripper les uns les autres.

### Reproduction

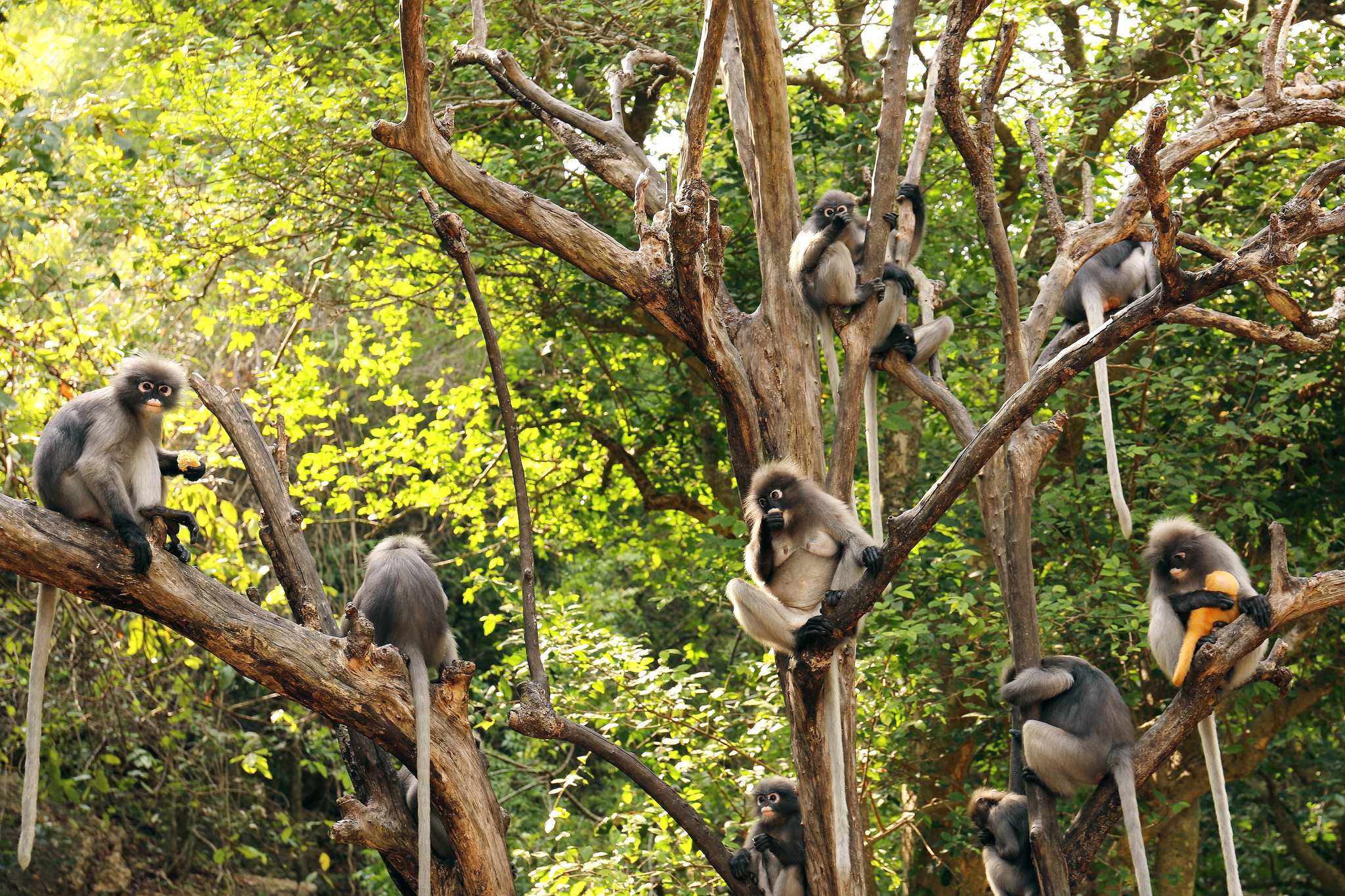
Groupe de Semnopithèques obscurs dans un arbre.

Les Semnopithèques obscurs vivent sur de grands arbres en groupes de cinq à vingt. Ce groupe se compose d'un ou deux mâles, dont un dominant, et de diverses femelles. Ces singes sont des reproducteurs polygynes, ce qui signifie que seul le mâle grand, agressif et puissant féconde les femelles. La maturité des Semnopithèques obscurs mâles et femelles se situe entre 3 et 4 ans. Ils ont une ou deux progénitures, dont généralement une seule survit. On a constaté que la menstruation des femelles durait trois semaines, mais cela était limité à 2-3 jours en captivité. La copulation en captivité commence le premier jour après la menstruation et se poursuit pendant encore deux jours. La durée de gestation est de 145 jours en moyenne. La naissance est généralement observée pendant les mois de janvier, février et mars.
La mère fournit la majorité des soins parentaux à la progéniture. Divers types de comportement maternel sont affichés par la mère dans les vingt premiers jours après la naissance de la progéniture. Ceux-ci incluent le grattage, les baisers, la préhension, la traction des jambes et le toilettage maternel. Ces vingt premiers jours, le nourrisson passe le plus clair de son temps aux côtés de sa mère.
Les nourrissons commencent à grimper et à s'éloigner de la mère une fois l'âge d'un an atteint. Dans le même temps, ils commencent également à consommer des aliments solides. En vingt jours, le jeune commence la communication comportementale et jeu autonome. Le jeu autonome consiste généralement à sauter au même endroit en séries de trois ou quatre sauts. Pendant cette période, la mère présente également un comportement répugnant qui comprend des morsures, des coups de langue et des retraits du mamelon. Environ 70 jours après la naissance, le nourrisson devient plus sociable et se mêle aux autres membres du groupe. Le jeu social se développe avec les autres membres du groupe et au bout de 240 jours environ, l'enfant se détache complètement de sa mère et devient un mâle adulte.

### Prédateurs
Comme les singes habitent sur des cimes d'arbres plus élevées dans la forêt, ils n'ont pas beaucoup de prédateurs. Mais ils peuvent toujours être chassés par des serpents, des rapaces et de gros animaux carnivores qui sont capables de les atteindre.
L'un des plus grands prédateurs connus de ces primates est l'homme, car ils sont chassés pour leur viande.

## Répartition géographique et habitat
On le trouve en Malaisie, en Birmanie et en Thaïlande.

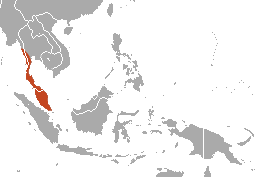
Aire de répartition du Semnopithèque obscur.

## Menaces pour l'espèce

### Habitat
Leur habitat est grandement menacé par l'urbanisation, l'agriculture, les plantations d'huile de palme et le développement du tourisme. C'est la cause principale de leur disparition, ayant causé la perte de 50 % de leur population depuis 36 ans à la suite de la destruction de 70 % de leur habitat. Cette urbanisation massive à pour conséquence, en plus de la destruction de la forêt, la division de celle-ci. Les singes se retrouvent obligés de traverser les routes pour rejoindre leur groupe ou trouver de la nourriture par les câbles électriques au-dessus des routes (causant la mort par chute ou électrocution) ou même directement au sol (causant la mort par accident sur la route).

### Alimentation
Leur habitat se retrouvant restreint, et donc par extension, leur quantité de nourriture à disposition, un certain nombre d'individus se dirigent vers les villes pour fouiller les poubelles ou se faire nourrir par les touristes. Malheureusement cette nourriture est très mauvaise pour eux, contenant beaucoup de conservateur et de sucres, ce qui rend les singes obèses et diabétiques, réduisant considérablement leur durée de vie. Lorsque les touristes donnent à manger aux singes, de gros regroupement se forment augmentant leur agressivité les uns envers les autres, ce qui créé des combats, blessant beaucoup d'individus. Le contact direct avec les touristes est également très mauvais car il augmente considérablement le risque de transmission de maladie, de l'Homme au Semnopithèque obscur.

### Chasse et trafic
Le Semnopithèque obscur est chassé pour sa viande. Il est aussi chassé pour être vendu à des particuliers comme animal de compagnie exotique, principalement les petits qui attirent par leur couleur orange et leur petite taille.

## Systématique
Le nom valide complet (avec auteur) de ce taxon est Trachypithecus obscurus (Reid (d), 1837). L'espèce a été initialement classée dans le genre Semnopithecus sous le protonyme Semnopithecus obscurus (Reid, 1837).
Ce taxon porte en français le nom vernaculaire ou normalisé suivant : Semnopithèque obscur,,
Trachypithecus obscurus a pour synonymes :
- Semnopithecus obscurus (Reid, 1837)
- Trachypithecus corax Pocock, 1934

### Liste des sous-espèces
Selon GBIF (21 décembre 2023) :
- Trachypithecus obscurus carbo (Thomas & Wroughton, 1909)
- Trachypithecus obscurus flavicauda (Elliot, 1910)
- Trachypithecus obscurus halonifer (Cantor, 1845)
- Trachypithecus obscurus obscurus (Reid, 1837)
- Trachypithecus obscurus sanctorum (Elliot, 1910)
- Trachypithecus obscurus seimundi (Chasen, 1940)
- Trachypithecus obscurus styx (Kloss, 1911)

## Galerie

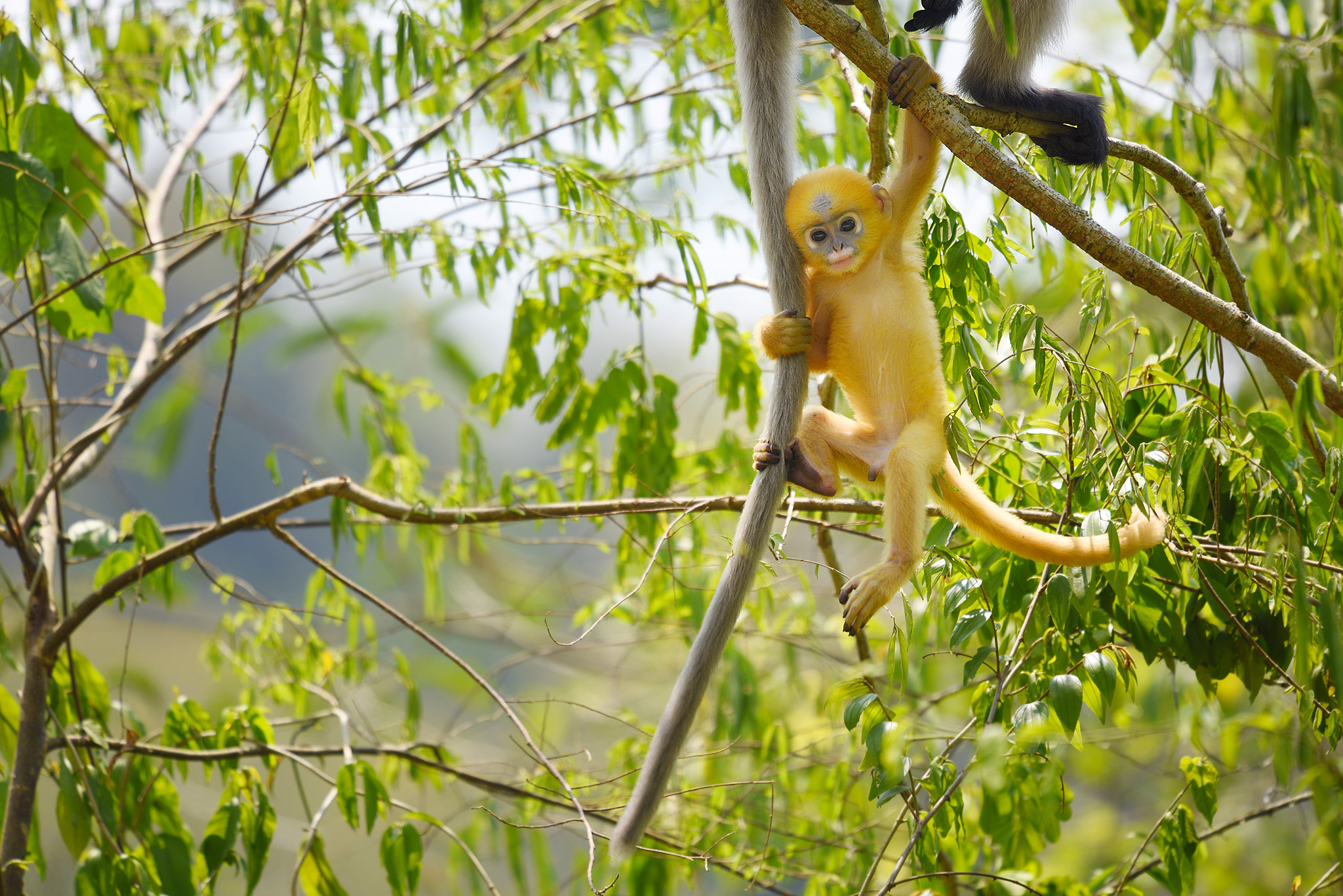
Les jeunes semnopithèques obscur ont une surprenante couleur jaune-orange, parc national de Kaeng Krachan, Thaïlande.
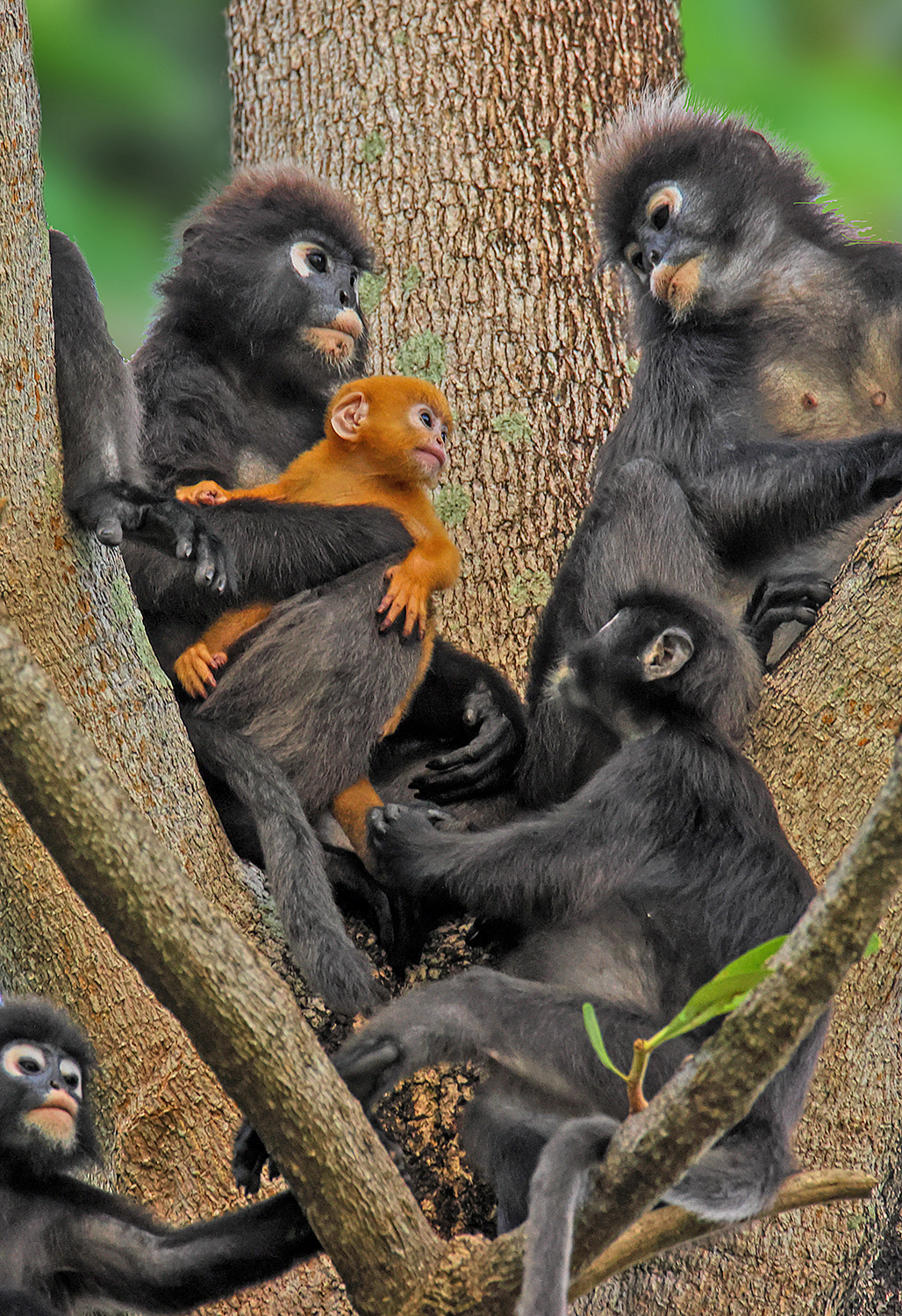
Semnopithèques obscurs, île de Penang, Malaisie.
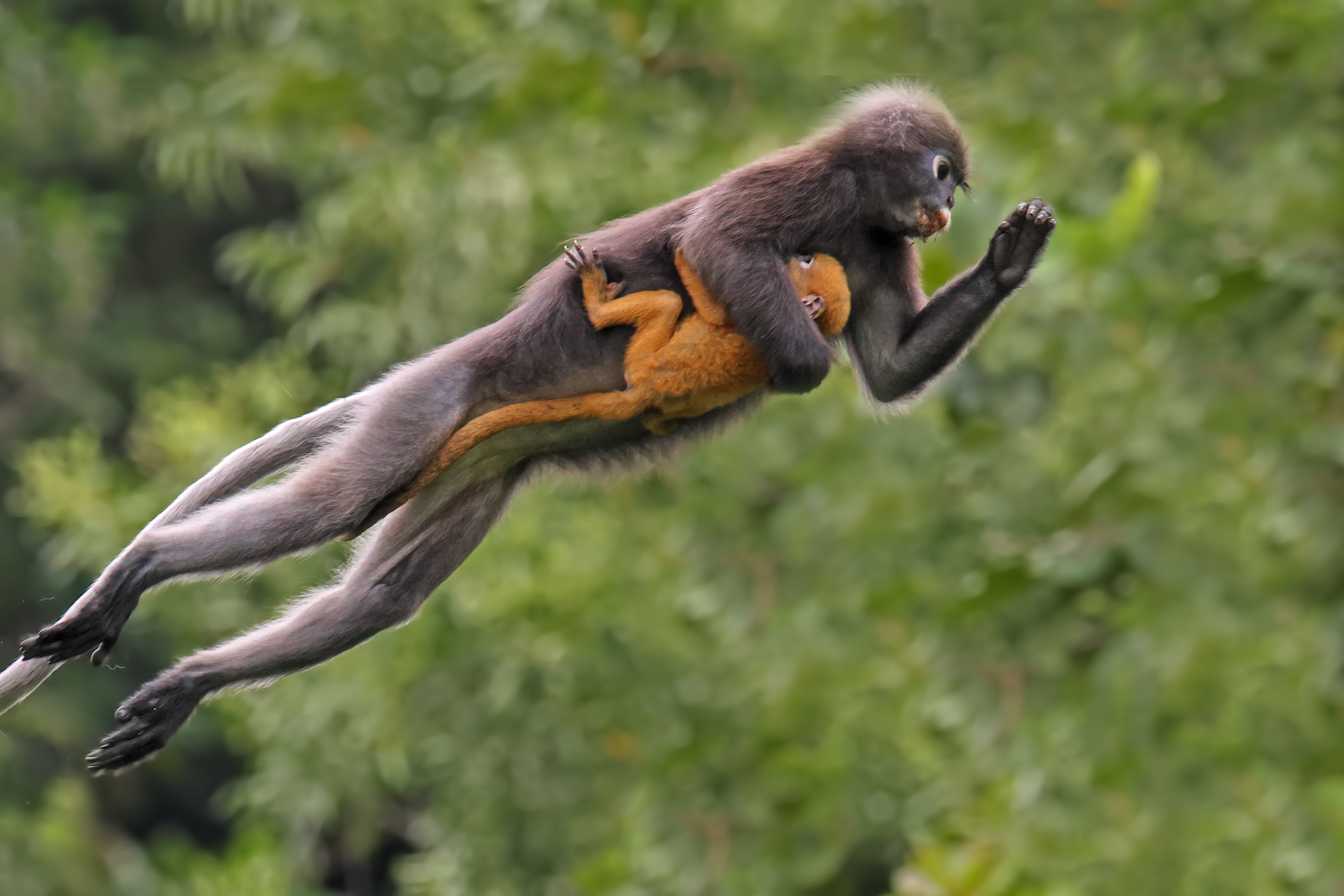
Femelle tenant son bébé faisant un bond dans les airs.
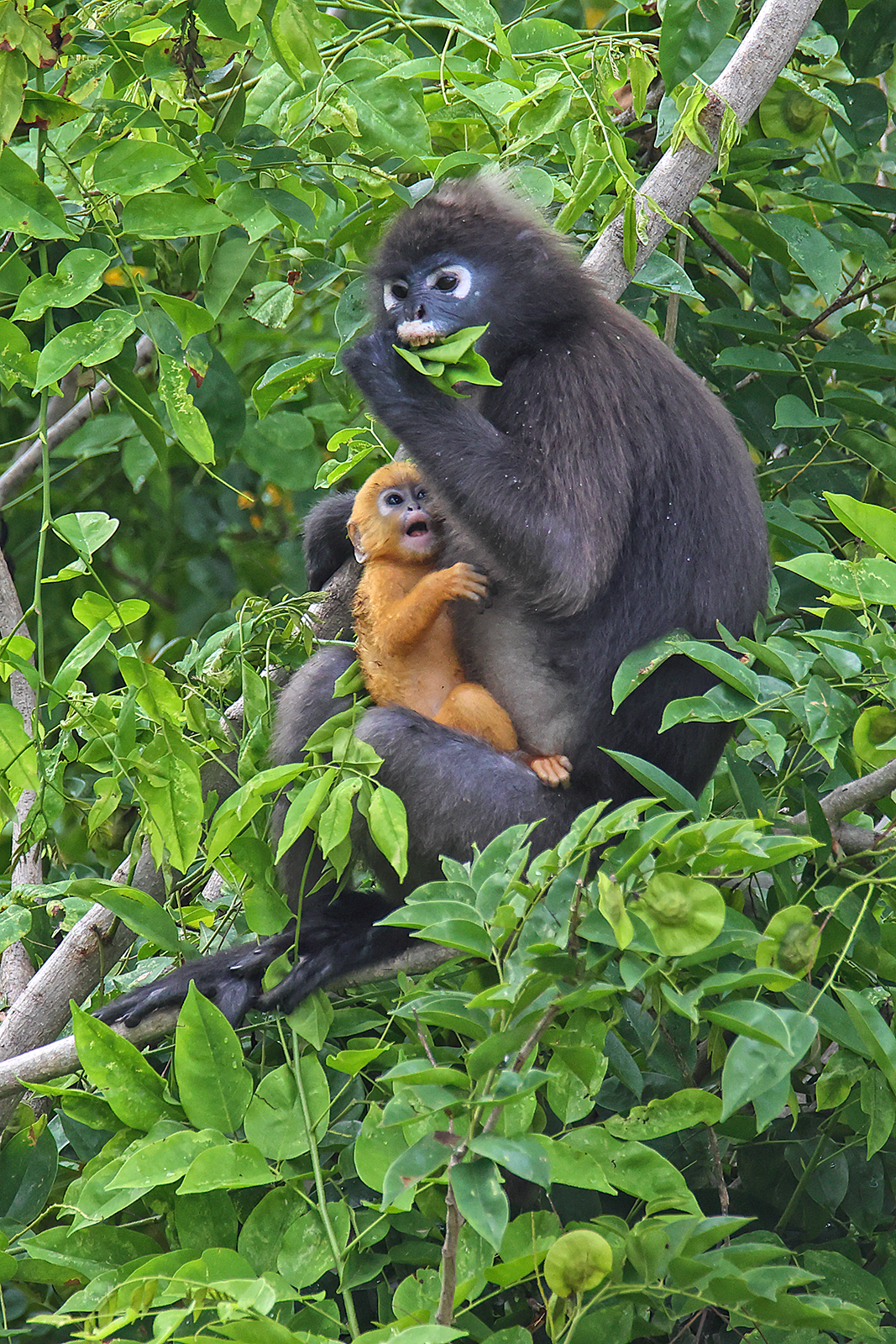
Femelle mangeant des feuilles avec son bébé.
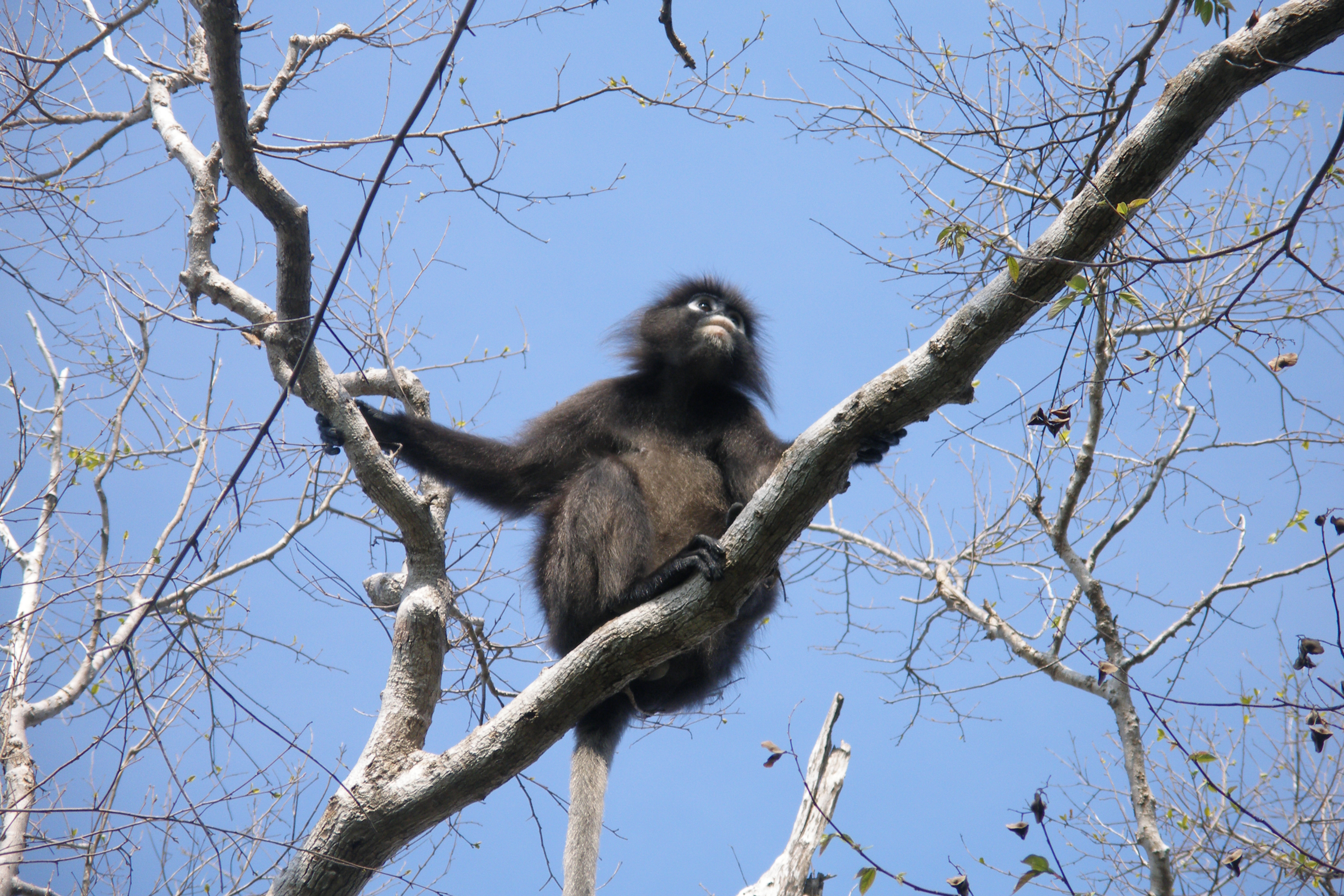
Semnopithèque obscur, parc marin national de Tarutao, Thaïlande.